# Castanea Resort Open
De Castanea Resort Open  is een golftoernooi van de EPD Tour. 
De eerste editie is van 6-8 augustus 2012 op Golf Resort Adendorf. Adendorf is een plaatsje vlak bij Lüneburg, een oud stadje waar vroeger rijke zouthandelaren woonden, en niet ver van Hamburg.

## De golfbaan
Bij de resort hoort het Best Western Castanea Resort Hotel met een 9-holes golfbaan en een openbare par-3 baan. Aan de andere kant van de weg is een 18-holes Mastercourse met een clubhuis, een drivingrange, een indoor golfcentrum en een golfschool. De grote baan heeft een par van 72 en een lengte van 6175 meter vanaf de heren backtees. Beide banen werden door Kurt Rossknecht ontworpen.

## Winnaars
| Jaar | Winnaar        | Score | Score |
| ---- | -------------- | ----- | ----- |
| 2012 | Marcel Haremza | 207   | -9    |
| 2013 |                |       |       |